# Saint-Julien-la-Vêtre
Saint-Julien-la-Vêtre – miejscowość i dawna gmina we Francji, w regionie Owernia-Rodan-Alpy, w departamencie Loara. W 2013 roku populacja ówczesnej gminy wynosiła 365 mieszkańców. 
W dniu 1 stycznia 2019 roku z połączenia dwóch ówczesnych gmin – Saint-Julien-la-Vêtre oraz Saint-Thurin – powstała nowa gmina Vêtre-sur-Anzon. Siedzibą gminy została miejscowość Saint-Julien-la-Vêtre. 